# West Camel
West Camel is een civil parish in het bestuurlijke gebied South Somerset, in het Engelse graafschap Somerset met 459 inwoners.